# Gyrocotyle parvispinosa
Gyrocotyle parvispinosa är en plattmaskart som först beskrevs av Lynch 1945, och fick sitt nu gällande namn av van der Land och Dienske 1968. Gyrocotyle parvispinosa ingår i släktet Gyrocotyle och familjen Gyrocotylidae. Inga underarter finns listade i Catalogue of Life.